# Żórawie
Żórawie (do 1945 r. niem. Kronheide) – wieś w Polsce położona w województwie zachodniopomorskim, w powiecie gryfińskim, w gminie Gryfino.
W latach 1945–54 istniała gmina Żórawie. W latach 1975–1998 miejscowość administracyjnie należała do województwa szczecińskiego.
Wieś o rozproszonym układzie zabudowy, położone w południowej części gminy, wśród lasów i licznych wzniesień, obecnie teren rozwoju budownictwa jednorodzinnego i usług. W zabudowie wyróżniają się budynki w gospodarstwach o numerach 2, 8, 27, które są ujęte w ewidencji konserwatorskiej.